# 珠江街道
珠江街道是中国广东省广州市南沙区下辖的一个街道，前身为1952年设立的珠江管理区，又称为珠江华侨农场，2008年10月30日设立为街道。辖区总面积41.5平方公里，下辖8个社区。户籍人口1.83万人。

## 交通

### 地铁
- █广州地铁18号线：万顷沙站